# Trzebielino
Trzebielino is een dorp in het Poolse woiwodschap Pommeren, in het district Bytowski. De plaats maakt deel uit van de gemeente Trzebielino en telt 780 inwoners.